# 7847 Mattiaorsi
7847 Mattiaorsi este un asteroid din centura principală de asteroizi.

## Descriere
7847 Mattiaorsi este un asteroid din centura principală de asteroizi. A fost descoperit pe 14 februarie 1996 la Cima Ekar de Ulisse Munari și Maura Tombelli. Asteroidul prezintă o orbită caracterizată de o semiaxă mare de 3,12 ua, o excentricitate de 0,11 și o înclinație de 6,1° în raport cu ecliptica.